# Luigi Alici
Luigi Alici (Grottazzolina, 14 marzo 1950) è un filosofo italiano. Professore emerito di Filosofia morale all'Università di Macerata. 

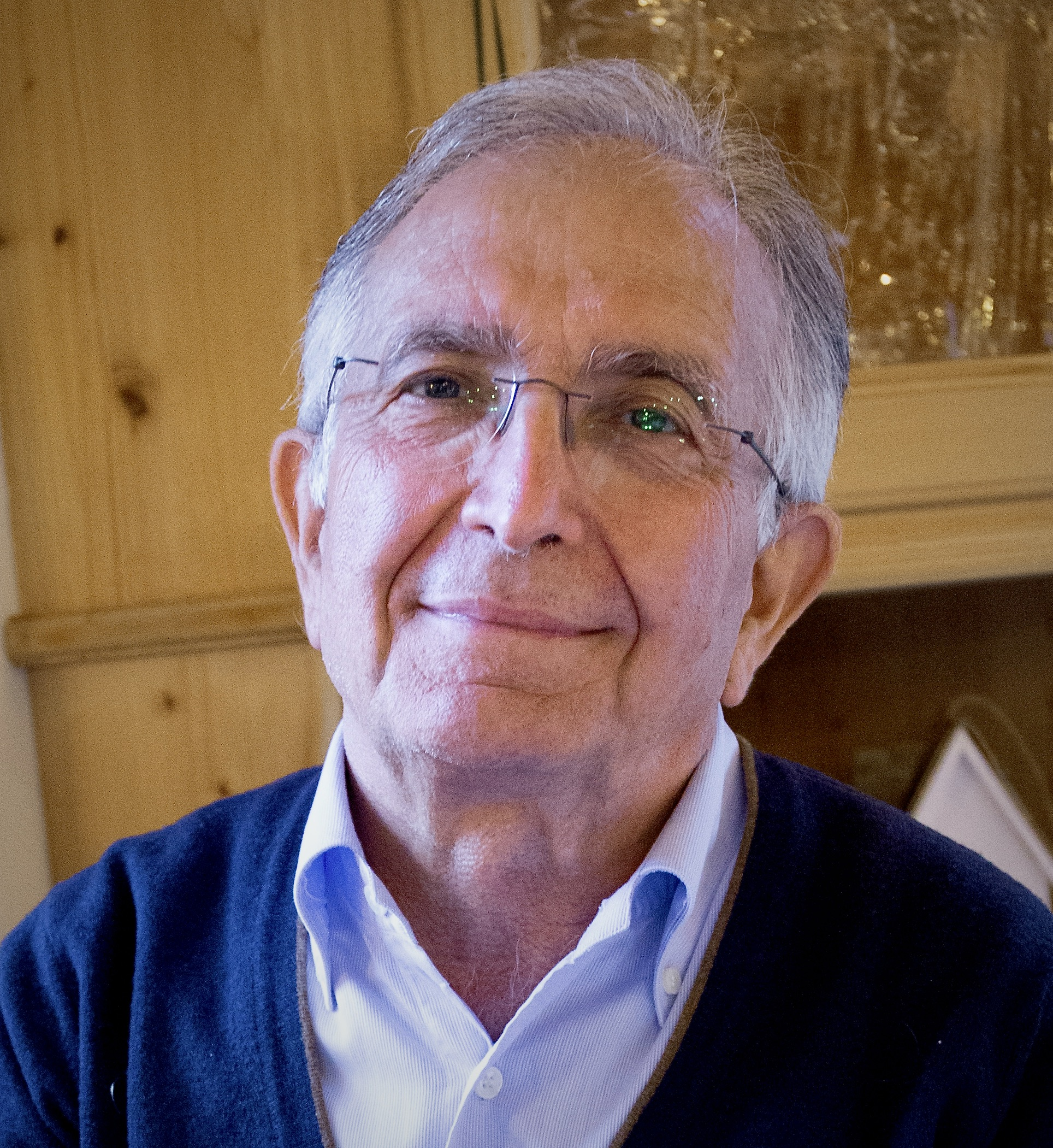
Luigi Alici nel 2022

È stato presidente nazionale dell'Azione Cattolica Italiana dal 2005 al 2008.

## Biografia
Dopo aver frequentato il Liceo Statale "A. Caro" di Fermo, si è laureato in Filosofia all'Università degli Studi di Perugia. Allievo di Armando Rigobello, ha insegnato Filosofia morale nella medesima università, Filosofia teoretica presso la LUMSA di Roma e Filosofia morale nell'Università di Macerata.  Il 18 gennaio 2022, con decreto del Ministro dell'università e della ricerca, è stato nominato Professore emerito.
Impegnato fin da giovane nell'Azione Cattolica, nel corso degli anni ha ricoperto nell'associazione numerosi incarichi, prima a livello locale e poi nazionale: dal 1992 al 1998 è stato responsabile dell'Ufficio studi; dal 2001 al 2005 è stato primo direttore della rivista culturale Dialoghi; il 24 aprile 2005 è stato eletto consigliere nazionale dell'associazione dalla XII assemblea nazionale. In seguito alla designazione del Consiglio nazionale, il 31 maggio 2005 il Consiglio permanente della Conferenza Episcopale Italiana lo ha nominato presidente nazionale dell'associazione per un triennio. Il suo mandato è terminato il 27 maggio 2008.

## Ricerche e incarichi accademici
L’attività di ricerca si sviluppa a partire da una rilettura del pensiero agostiniano, condotta alla luce di alcune istanze della filosofia contemporanea, orientandosi gradualmente verso la focalizzazione del rapporto tra interiorità e intenzionalità, comunicazione e azione, con particolare e crescente attenzione ai temi dell’identità personale e della reciprocità, della cura e della fragilità. Il rapporto tra natura, tecnologia e libertà è al centro degli studi più recenti.
Ha concorso alla nascita e alla promozione del “Centro di Studi Agostiniani”, della rivista trimestrale “Dialoghi”, di cui è stato il primo Direttore (2005-2008), del "Centro studi Amore misericordioso" (Collevalenza, PG).
Nell'Università di Macerata è stato presidente del corso di laurea in Filosofia (1997-2003), coordinatore del Dottorato di ricerca in Filosofia e Teoria delle Scienze Umane (2008-2013), presidente del Presidio di Qualità di Ateneo (2013-2016), direttore della Scuola di Studi Superiori "Giacomo Leopardi" (2017-2020).
Ha insegnato "Etica della vita e della cura" nel master interuniversitario in "Medicina  narrativa, comunicazione ed  etica della cura", presso la Facoltà di Medicina dell'Università Politecnica delle Marche, in collaborazione con l'Università di Macerata.
È stato Vicepresidente della Società Italiana di Filosofia morale (2016-2019) e Presidente della Commissione per l'Abilitazione Scientifica Nazionale in Filosofia morale (2018-2020).
Ha diretto le Collane: “Le ragioni del bene” (San Paolo, Cinisello Balsamo); "Saggi" (La Scuola, Brescia); "Percorsi di etica" (Aracne Editrice, Roma).
Collabora con la Fondazione “Lavoroperlapersona”, nell’ambito della quale dirige una Summer School sui Beni relazionali
È membro del Comitato scientifico di numerose riviste, centri di ricerca e istituzioni scientifiche

## Opere

### Monografie, saggi
- Il linguaggio come segno e come testimonianza. Una rilettura di Agostino, Edizioni Studium, Roma, 1976.
- Tempo e storia. Il "divenire" nella filosofia del '900, Città Nuova Editrice, Roma, 1978.
- Il pensiero del Novecento (con D. Bonifazi), Editrice Queriniana, Brescia, 1982; II ed., 1985; III ed., 1989.
- Il valore della parola. La teoria degli "Speech Acts" tra scienza del linguaggio e filosofia dell'azione, Edizioni Porziuncola, Assisi (PG), 1984.
- Presenza e ulteriorità, Edizioni Porziuncola, Assisi (PG), 1992.
- La dignità degli ultimi giorni (con F. D'Agostino e F. Santeusanio), Edizioni San Paolo, Cinisello Balsamo (MI), 1998.
- Con le lanterne accese. Il tempo delle scelte difficili, Ave Edizioni, Roma, 1999.
- L'altro nell'io. In dialogo con Agostino, Città Nuova Editrice, Roma, 1999.
- Il terzo escluso, Edizioni San Paolo, Cinisello Balsamo (MI), 2004.
- La via della speranza. Tracce di futuro possibile, Edizioni Ave, Roma, 2006.
- Cielo di plastica. L'eclisse dell'infinito nell'epoca delle idolatrie, Edizioni San Paolo, Cinisello Balsamo (MI), 2009 (Premio "Capri - San Michele", 2009).
- Amare e legarsi. Il paradosso della reciprocità, Edizioni Meudon, Portogruaro (VE), 2010.
- Filosofia morale, Editrice La Scuola, Brescia, 2011.
- I cattolici e il paese. Provocazioni per la politica, Editrice La Scuola, Brescia, 2013 (traduzione in lingua rumena di Liviu Romanescu: Catolicii și politica, Galaxia Gutenberg, Târgu Lăpuș, 2019).
- L'angelo della gratitudine, Edizioni Ave, Roma, 2014  (traduzione in lingua rumena di Cornelia Dumitru, Îngerul recunoștinței, Eikon, Bucureşti 2020).
- Cittadini di Galilea. La vita spirituale dei laici (con M. Bianchi, M. Truffelli), Quaderni di Spello, Edizioni Ave, Roma, 2016 (Premio Capri – San Michele, 2016).
- Il fragile e il prezioso. Bioetica in punta di piedi, Editrice Morcelliana, Brescia, 2016.
- InfinitaMente. Lettera a uno studente sull'università, EUM, Macerata, 2018  (traduzione in lingua romena di Liviu Romanescu, Mintea infinita. Scrisoare catre un student despre universitate, Galaxia Gutenberg, Târgu Lăpuș 2023).
- Liberi tutti. Il bene, la vita, i legami, Vita e Pensiero, Milano, 2022.
- Natura e persona nella crisi planetaria, Castelvecchi, Roma 2023 (Premio nazionale di letteratura naturalistica "Parco Majella", sezione saggistica, 2024).

### Edizioni di opere di Sant'Agostino
- La città di Dio, Rusconi, Milano, 1984; Bompiani, Milano, 2001, 20237.
- La dottrina cristiana, Edizioni Paoline, Milano, 1989,  20152 .
- Confessioni, Sei, Torino, 1992.
- Manuale sulla fede, speranza e carità, Collana La vera religione, Città Nuova Editrice, Roma, 1995,  20012.
- Il potere divinatorio dei demoni, Collana La vera religione, Città Nuova Editrice, Roma, 1996.
- La natura del bene, Città Nuova Editrice, Roma, 1997, 19982.
- Il libro della pace. «La città di Dio, XIX», Editrice La Scuola, Brescia, 2018.

### Festschrift
- C. Danani, D. Pagliacci, S. Pierosara (a cura di), Nel segno della cura del bene. Scritti in onore di Luigi Alici, Eum, Macerata 2022.